# Daniel Nathans
Daniel Nathans (30. listopada, 1928. – 16. studenog, 1999.) bio je američki mikrobiolog.
Zajedno s Werner Arberom i Hamilton Smithom, Nathans je dobio Nobelovu nagradu za fiziologiju ili medicinu 1978.g. za otkriće restrikcijskih enzima (enzima koji cijepaju molekulu DNK).

## Vanjske poveznice
- Nobelova nagrada - autobiografija  Arhivirana inačica izvorne stranice od 1. svibnja 2008. (Wayback Machine) (engl.)